# Mito de Osíris

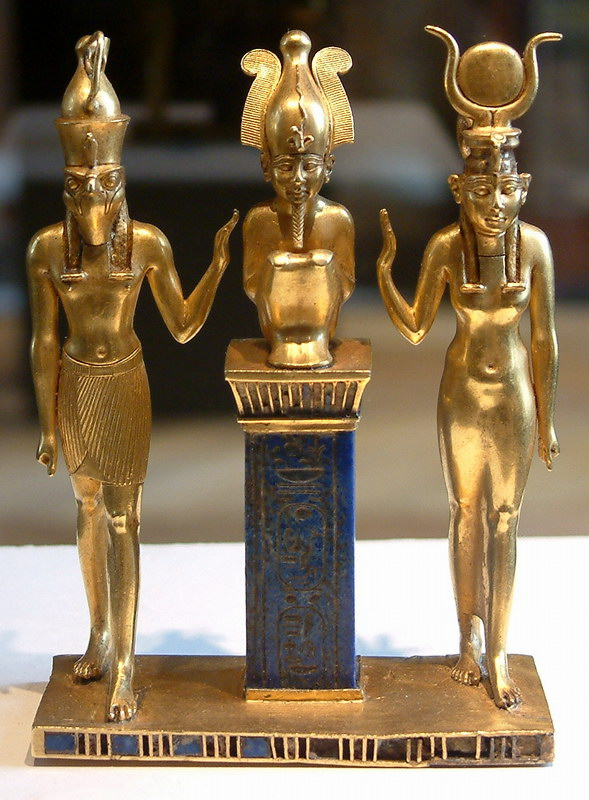
Os protagonistas do Mito de Osíris: (esq. para dta.): Horus, seu pai Osiris e sua mãe Ísis.

O Mito de Osíris é a mais elaborada e influente história da mitologia do antigo Egito. A história trata do assassinato do deus Osíris, um primitivo rei do Egito, e das suas consequências. O assassino de Osíris, o seu irmão Set, usurpou o seu trono. Entretanto, a esposa de Osíris, Ísis reconstituiu o corpo do seu marido permitindo, deste modo, a concepção póstuma de um filho com ela. O resto da história concentra-se em Hórus o resultado da união entre Ísis e Osíris que, de início, é uma criança vulnerável e protegida pela sua mãe e que, posteriormente, se torna rival de Set na pretensão ao trono. Do eterno conflito entre os dois rivais, resulta a vitória de Hórus, que repõe a ordem no Egito, depois de um reinado injusto de Set, e completa o processo de ressurreição de Osíris. O mito, com o seu complexo simbolismo, é uma parte integrante das concepções egípcias da realeza e sucessão, conflito entre ordem e caos, e, em particular, morte e vida após a morte. Também mostra as características essenciais da personalidade de cada uma das quatro divindades, e muitos elementos da sua adoração na religião no Antigo Egito têm origem neste mito.
O mito de Osíris foi concebido por volta do século XXIV a.C., ou mesmo antes. Muitos dos seus elementos tiveram origem em ideias religiosas, mas o conflito entre Hórus e Set poderá ter sido parcialmente inspirado por lutas regionais durante a história ou pré-história do Egito. Os historiadores tentaram decifrar a natureza exata dos eventos que terão dado origem à história, mas sem chegar a conclusões concretas.
Algumas partes do mito surgem numa vasta variedade de textos egípcios, textos funerários, feitiços e pequenos contos. Desta forma, o mito de Osíris é mais detalhado e coerente do que outros mitos antigos. No entanto, não existe nenhuma fonte que dê um relato completo do mito, e as fontes existentes variam muito nas suas versões dos acontecimentos. Os textos gregos e romanos, em particular Moralia, de Plutarco, dão mais informação, mas poderão não ser totalmente corretos no que diz respeito às crenças egípcias. Com estes textos, o mito persistiu depois das fontes egípcias terem sido perdidas.